# Pahute Mesa Airstrip
Pahute Mesa Airstrip est un aéroport à usage privé situé à 50 kilomètres au Nord-Ouest de Nevada dans le comté de Nye au Nevada aux États-Unis. L'aéroport appartient au Département de l'Énergie des États-Unis.

## Histoire
La piste a été initialement construite en 1941 pour servir en cas d'urgence pour l'Army Air Corps. En 1968, la piste est allongée afin de permettre à des appareils de transports d'y déposer les fournitures et le matériel nécessaires aux projets des zones 19 et 20 du Nevada Test Site.

## Constructions
L'aéroport couvre une surface de 35 ares avec une piste revêtue d'asphalte d'une longueur de 1 768 mètres.
Une zone réduite de tarmac permet le parking d'avions et d'hélicoptères. 3 petits hangars constituent les seules structures permanentes de l'aéroport.